# Seitenlicht

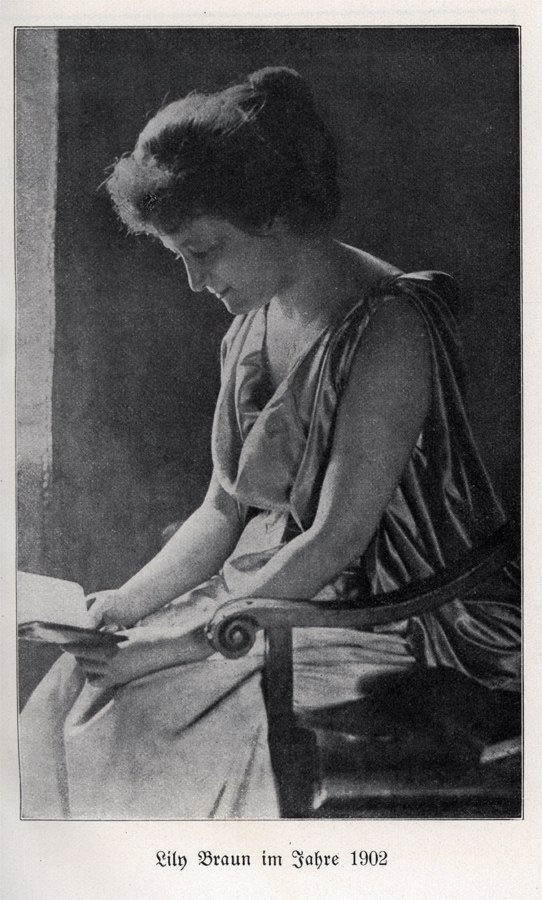
Lily Braun (1902)

Seitenlicht ist von einer Seite auf das Motiv einfallendes Licht. In der Fotografie versteht man darunter eine Lichtsituation (siehe Lichtführung), bei der die Beleuchtung des Motivs in Kamerarichtung gesehen von rechts oder links erfolgt. Bei Beleuchtungssituationen in der Veranstaltungstechnik wird auch mit Seitenlichtern gearbeitet.
Einseitiges Seitenlicht führt zu hohen Kontrasten zwischen der dem Licht zugewandten und der dem Licht abgewandten Seite des Motivs. Dieses harte und geführte Licht wird gezielt künstlerisch genutzt oder ausgeglichen. Um Seitenlicht auszugleichen, wird mit Aufhellern gearbeitet. Dies kann ein Teil mit Spiegelwirkung sein, dass das einfallende Licht auf die dunkle Seite des Motivs reflektiert. Jedoch wird auch durch Blitze und Leuchten aktiv aufgehellt. Ziel ist es, die Motivkontraste im abbildbaren Rahmen des Dichteumfangs des Filmes oder Sensors zu halten.